# Simplotite
La simplotite è un minerale.